# Uki Ni Masi
Uki Ni Masi is een eiland in de Salomonseilanden. Het is 150 km² groot en het hoogste punt is 40 tot 200 m. De enige zoogdieren die er voorkomen zijn de geïntroduceerde Polynesische rat (Rattus exulans) en de vleermuizen Dobsonia inermis, Pteropus cognatus, Emballonura nigrescens en Aselliscus tricuspidatus.